# Kość słoniowa

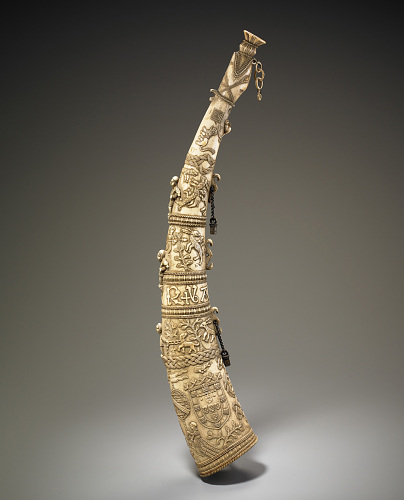
Zdobiony róg myśliwski wykonany z kości słoniowej (XV w.)

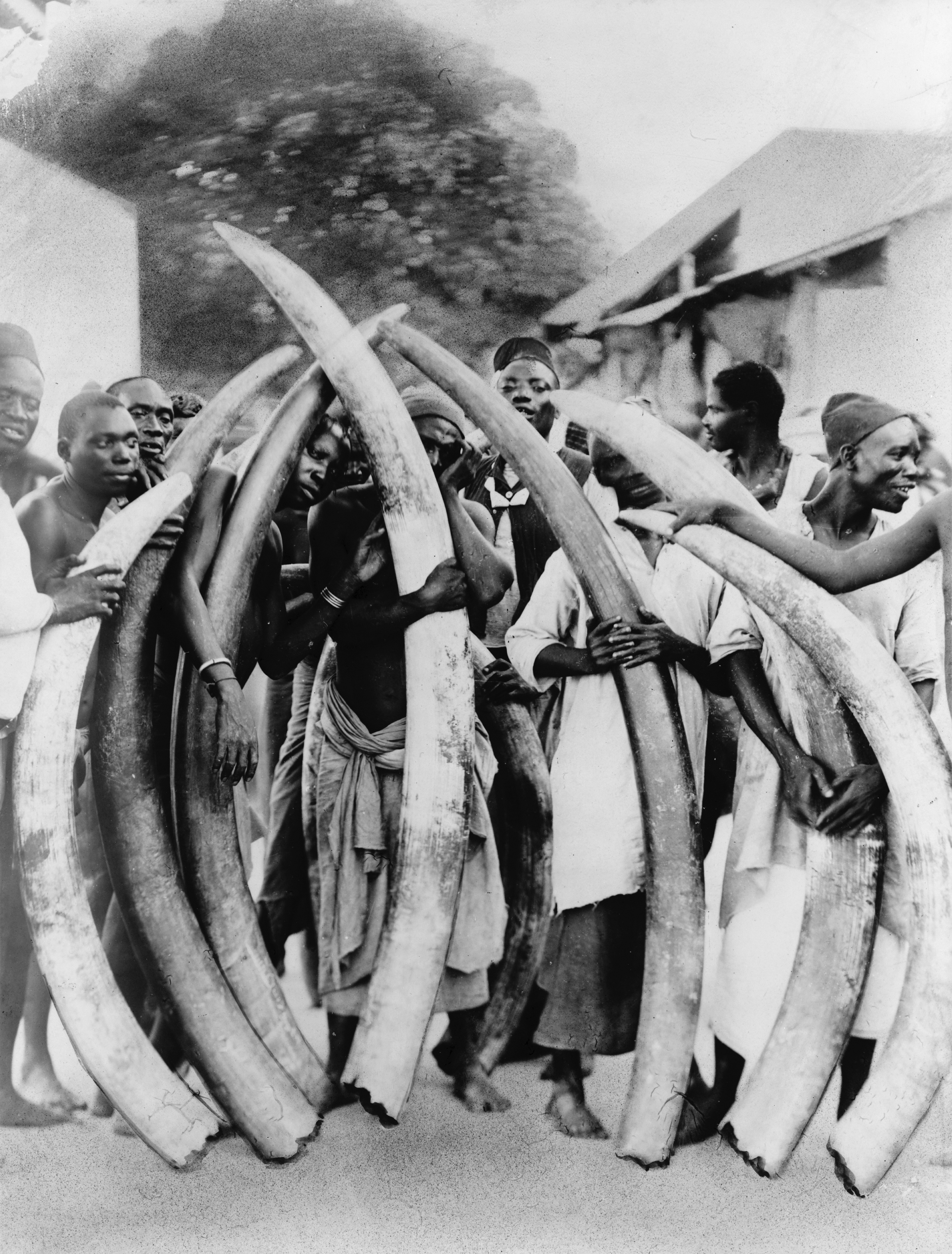
Mężczyźni trzymający ciosy słonia (Dar es Salaam, ok. 1900)

Kość słoniowa – handlowa nazwa zębiny różnych ssaków używanej do wyrobów dzieł sztuki lub w zdobnictwie. Kością słoniową nazywa się ciosy, czyli siekacze trąbowców – słoni (zarówno współczesnych, jak i wymarłych – mamutów) i mastodontów, ale także kły morsa, narwala, kły i siekacze hipopotama (głównie nilowego, ale też karłowatego), zęby kaszalota, a nawet zęby wymarłych dinoceratów. Źródła w języku angielskim definiując termin ivory zaliczają tu ponadto kły guźca, jak również orki.

## Właściwości
- Skład chemiczny: współczesna kość słoniowa, niezależnie od gatunku zwierzęcia, z którego pochodzi, składa się w około 2/3 z fosforanu wapnia i w 1/3 z białek: kolagenu i/lub elastyny[2]
- Twardość: 2,5-2,7 współczesna, a 5 u kopalnych trąbowców[2][4]
- Gęstość: 1,7-2,0, a 3,0 u kopalnych trąbowców[2][4]
- Rysa: biała
- Barwa: biała, jasnokremowa, lekko żółta, brązowa[2]
- Łupliwość: nie występuje[2]
- Połysk: diamentowy, jedwabisty, perłowy, porcelanowy[2]
- Stopień przezroczystości: przeświecający do nieprzezroczystego
- Współczynnik załamania światła: 1,535-1,545 dla kości słoniowej hipopotamów i słoni[2], 1,57-1,63 dla kości słoniowej wymarłych trąbowców, 1,55-1,57 dla kości słoniowej z ssaków morskich[2]
- Luminescencja: niebieska w różnych odcieniach i różnej intensywności[2]

Spotykana jest w odmianie miękkiej (o mlecznej barwie i nieprzejrzystej) i twardej (mało przejrzystej, początkowo żółtawej, czerwonawej lub zielonkawej, żółknącej pod wpływem powietrza).

## Historia
Od starożytności używana do wytwarzania ozdób i drobnych przedmiotów użytkowych. Stosowanie jej zmalało w okresie renesansu, by powrócić w XVII i XVIII wieku. Wtedy to, obok dotychczasowych zastosowań, zaczęto używać kości słoniowej do inkrustacji i jako podłoże pod malowane miniatury.
W XIX w. i w pierwszych dekadach XX w. dobrze zachowane ciosy mamutów (zwane błędnie kłami) z Syberii pozyskiwano na dużą skalę jako odmianę kości słoniowej. Na przełomie XIX i XX w. w Rosji skupiono przeszło 30 ton kości słoniowej z mamuta. Różniła się ona od kości słoniowej ze współczesnych słoni bardziej białą barwą, z lekkim odcieniem niebieskim.
Od wielu lat zgodnie z konwencją CITES handel oraz przewożenie przez granicę kości słoniowej pochodzącej od zwierząt zagrożonych wyginięciem są zabronione.
Światowy rynek kości słoniowej wart jest ok. 10 mld dolarów rocznie. Popyt na kość słoniową spowodował mocny spadek populacji słoni. W 1979 r. liczyła ona 1,3 mln sztuk, w 2007 r. – 0,5 mln, w 2014 r. – ok. 0,35 mln. Na największym na świecie rynku azjatyckim ograniczenia w obrocie zaczęto wprowadzać późno, m.in. w Chinach do końca 2017 roku, w Hongkongu do końca 2021 r., zaś w pozostałych państwach nie są one na razie (2017 r.) rozważane. Inne szacunki podają, że w przeciwieństwie do tej tezy, podstawowym problemem kurczenia się populacji słoni (w ogólności) jest zmniejszanie się powierzchni ich siedlisk, wraz z rozwojem krajów w których one żyją. Problemem jest także to, co zrobić z kością słoniową przejętą od kłusowników -  w niektórych krajach pali się ją. Jednak to nie rozwiązuje problemu, a wręcz generuje kolejny - powoduje to podniesienie cen kości słoniowej, co zwiększa atrakcyjność kolejnego kłusownictwa. Dodatkowo dokonują tego biedne kraje, które mogłyby za taką kość słoniową kupować np. drogie leki w Europie dla swoich obywateli, a Europejczycy mogliby ją legalnie wykorzystywać do produkcji pianin i ozdób, pod warunkiem odpowiedniej certyfikacji.

## Imitacje kości słoniowej
Do wyrobu galanterii używany jest podobny wizualnie do kości słoniowej materiał roślinny, pochodzący m.in. z nasion palm z następujących taksonów: Phytelephas, Metroxylon, Hyphaene thebaica, Corypha utan, lodoicja seszelska. Wyroby naśladujące kość słoniową wytwarza się także z koralowców o białym szkielecie, kości i rogów, a także z tworzyw sztucznych. Stosuje się też sztuczną zmianę barwy prawdziwej kości słoniowej – jej ściemnianie (by stworzyć wrażenie postarzenia przedmiotu) lub wybielanie.

## Zastosowanie

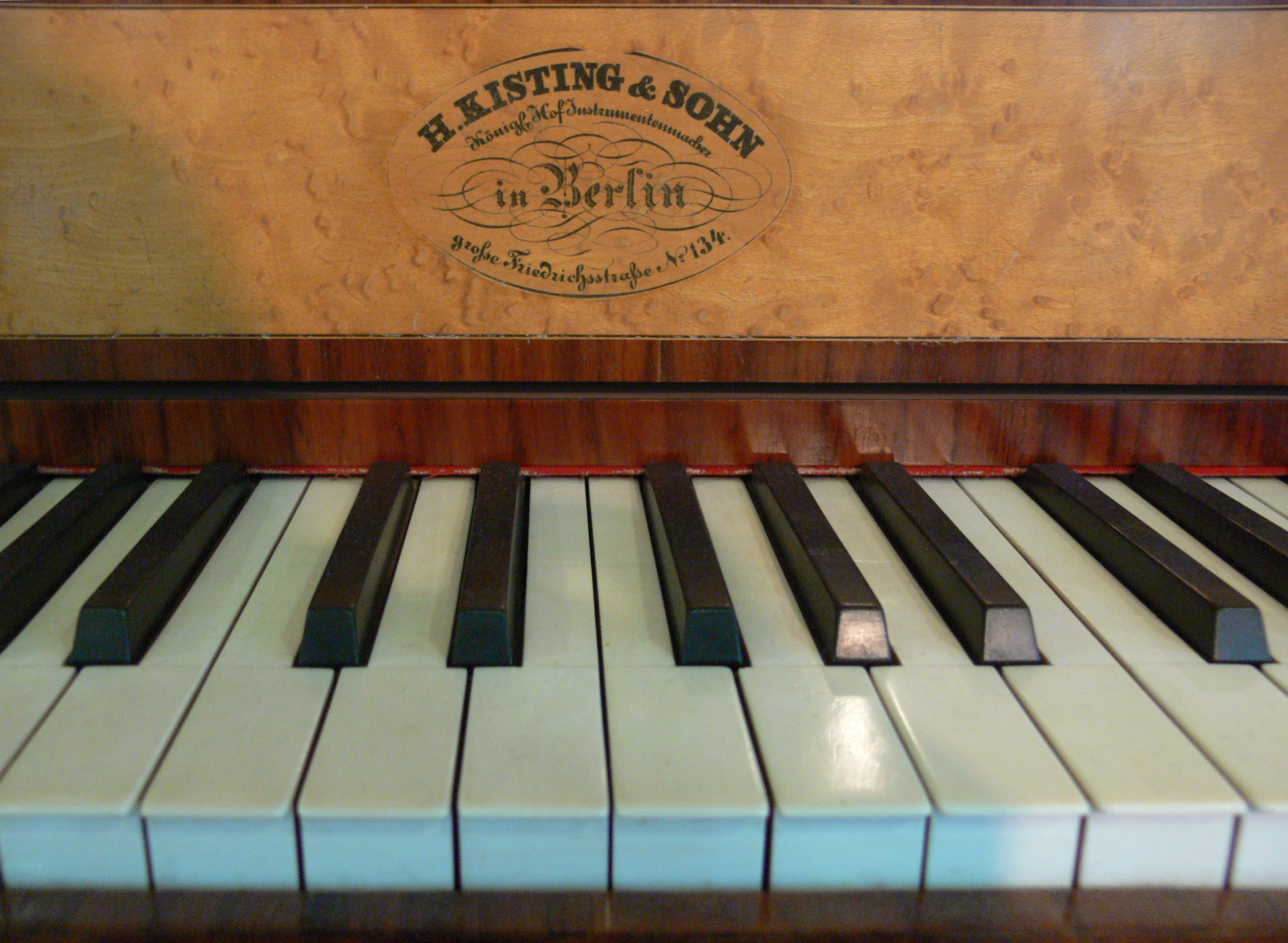
okładzina klawiszy z kości słoniowej fortepianu firmy Heinrich Kisting & Sohn (Berlin, przed 1837)

- cenny i poszukiwany surowiec jubilerski[11]
- używana w rzemiośle artystycznym, do wyrobu drobnych przedmiotów użytkowych i artystycznych, w tym rzeźb[11]
- jako zewnętrzna okładzina klawiszy fortepianowych[12]
- z hipopotamiej kości słoniowej wyrabiano sztuczne ludzkie zęby, gdyż zębina hipopotamów ma największą twardość wśród kości słoniowej współczesnych zwierząt, jest wyjątkowo drobnoziarnista i ma znikomą porowatość, dzięki czemu nie ulega tak łatwo przebarwieniom, jak inne rodzaje kości słoniowej[13]

Kość słoniowa różnych zwierząt różni się głównie strukturą i teksturą, a także porowatością. Najcenniejsza jest kość słoniowa słoni, przy czym kość słoni afrykańskich ceniona jest najwyżej. Kość słoniowa wymarłych trąbowców ma często obniżające jej wartość przebarwienia oraz uszkodzenia. Zęby pozostałych zwierząt dostarczających kości słoniowej, poza narwalowymi, są znacznie mniejsze od ciosów trąbowców co powoduje, że nie da się z nich robić jednolitych dużych wyrobów. Z kolei zęby narwali mają cienką warstwę zębiny, a tylko ona ma wartość w zdobnictwie, dlatego wyrabiać z nich można tylko albo drobne elementy (np. płytki) albo bransolety.